# Mesochorus canaveseus
Mesochorus canaveseus là một loài tò vò trong họ Ichneumonidae.